# Peter Blickle (Germanist)
Peter Blickle (* 26. September 1961 in Ravensburg) ist ein deutscher Germanist, Autor von Belletristik und Übersetzer. 

## Leben
Blickle wuchs in Wilhelmsdorf in Oberschwaben auf. Er studierte Medizin, Germanistik und Komparatistik, insbesondere deutsche Literatur und alte Sprachen in den USA, wo er 1995 an der University of Michigan mit einer Arbeit über Maria Beig promovierte, deren fünfbändige Werkausgabe er 2010 mitherausgab.
Blickle hat eine Professur für deutsche Literatur und Gender and Women’s Studies an der US-amerikanischen Western Michigan University in Kalamazoo inne.

## Wirken
Mitte der 1980er Jahre begann Blickle selbst zu schreiben und veröffentlichte zunächst Kurzgeschichten in amerikanischen und deutschen Literaturzeitschriften. 2002 erschien sein erster Roman Blaulicht im Nebel, dessen Hintergrund die Erlebnisse von Ärzten und Sanitätern bei Rettungseinsätzen in Oberschwaben bilden.
Blickle ist Mitglied des P.E.N. (Exil-P.E.N., Zentrum für deutschsprachige Autoren im Ausland).

## Ehrungen und Auszeichnungen
- 1987 Governor’s Award, State of Michigan
- 1991 Individual Artist’s Grant, Kalamazoo, Michigan
- 2004 Irseer Pegasus
- 2007 Robert L. Kahn Poetry Award
- 2009 Geertje Potash-Suhr Prose Prize

## Werke
- Maria Beig und die Kunst der scheinbaren Kunstlosigkeit. Edition Isele, Eggingen 1997, ISBN 3-86142-066-X.
- Heimat. A critical theory of the German idea of homeland. Camden House, Rochester, NV & Woodbridge, Suffolk 2002, ISBN 1-57113-225-2[4]
- Blaulicht im Nebel. Roman. Edition Isele, Eggingen 2002, ISBN 3-86142-237-9.
- Von einer Liebe zur andern. Roman. Edition Isele, Eggingen 2011, ISBN 978-3-86142-510-6.
- Die Grammatik der Männer. Ein Roman in 19 Lektionen. Klöpfer & Meyer, Tübingen 2014, ISBN 978-3-86351-084-8.
- Andershimmel. Roman. Edition Klöpfer im Alfred Kröner Verlag, Stuttgart 2021, ISBN 978-3-520-75101-0.
- Die Erbschaft. Roman. Edition Klöpfer im Alfred Kröner Verlag, Stuttgart, 2024, ISBN 978-3-520-75103-4.

als Herausgeber:
- Maria Beig zu ehren. Hrsgg. von Peter Blickle und Hubert Klöpfer. Klöpfer & Meyer, Tübingen 2010, ISBN 978-3-940086-92-1.
- Maria Beig: Das Gesamtwerk. Hrsg. von Peter Blickle und Franz Hoben. 5 Bde. Klöpfer & Meyer, Tübingen 2010, ISBN 978-3-940086-81-5.

als Übersetzer:
- Rosina Lippi: Im Schatten der Drei Schwestern. Übersetzung aus dem Amerikanischen. Rowohlt/Wunderlich, 2002.
- Maria Beig: Lost Weddings. Übersetzung aus dem Deutschen zusammen mit Jaimy Gordon. Persea Books, 1990.